# 人民阵线 (法国)

人民阵线（法語：Front populaire）是一个于1936年成立的、由多个法国左翼运动在战间期组成的政治联盟，其主要成员包括共产主义的共产党—共产国际法国支部、社会主义的工人国际法国支部和进步主义的激进党。在西班牙人民阵线赢得西班牙大选三个月后，法兰西人民阵线赢得1936年法国立法选举，从而组建由工人国际法国支部的莱昂·布鲁姆领导的、主要由激进党和工人国际法国支部组成的政府。
布鲁姆政府实施各种社会改革。在1936年5月至6月期间，工运团体为庆祝选举胜利发动总罢工，此举促成就签订马提尼翁协议一事的谈判，从而奠定法国社会权利的基石。当局增加工人的社会福利，提高工资，规定40小时工作制与每年两周的带薪年假，巩固工会权利；还增强国家对国民经济的干涉力度，重整军备，打击国内的法西斯组织。从当时的工人国际法国支部成员马索·皮韦尔的话“一切皆有可能！”中，可见社会主义运动对此欣喜若狂。
然而，执政之后，人民阵线不得已的在日益恶化的欧洲局势中作出种种妥协。人民阵线的施政结果让左翼大失所望：法国经济仍然停滞不前，1938年的国民生产总值仍未恢复到1929年的水平；劳工得到一些权利，但他们的工资增长基本被通货膨胀所抵消；失业率居高不下，工业生产停滞不前；产业界无法适应每周40小时工作制的规定，以致于工业生产发生混乱，这一方面推迟军备重整，另一方面则推动资本家向海外转移资金。
随着时间推移，人民阵线中各大政党间巨大的意识形态分歧日渐公开化，造成1937年后人民阵线的逐渐瓦解。1936年7月，布鲁姆政府就西班牙内战一事中实施“不干涉”政策，这一拒绝在内战中帮助西班牙共和军的举措让共产党极为不满。1937年2月，由于财政困难，布鲁姆宣布停止社会改革并贬值法郎。由于施政失败，加上保守派控制参议院，布鲁姆于1937年6月被迫下台，激进党的卡米耶·肖当继任法国内阁总理；1938年3月，布鲁姆再次上台就任总理，但一个月后被激进党的爱德华·达拉第取代，此时人民阵线已名存实亡。1938年10月，激进党宣布退出人民阵线，标志着人民阵线的正式瓦解。

## 背景

1936年5月3日的大选结果

人民阵线的形成可归因于各种因素，包括1931年开始严重打击法国经济的大萧条和种种金融丑闻的影响，也包括法国众议院自1932年起的持续不稳对执政党的削弱；这更可归因于极右翼的快速崛起：阿道夫·希特勒在纳粹德国掌权，法国极右翼联盟暴力活动的日渐增长，以及各种法西斯政党、组织的扩张——例如马塞尔·布卡领导的、受墨索里尼赞助的法兰西人运动，及工人国际法国支部内部的“新社会主义派”等。
1932年的选举中，两大法国左翼政党——马克思主义的工人国际法国支部(SFIO)与激进主义的激进党(PRRRS)——以及几个意识形态相近的小党（其中一些加入了“左翼联合”）取得了胜利；而法国共产党(PCF)仍坚持独立参选，斥责SFIO-PRRRS为“社会法西斯主义”并反对中左翼政府。然而，SFIO与PRRRS间的巨大差异遏制了两党合作且无法组建联合政府，导致此后的法国由一系列短命的激进主义内阁所领导。

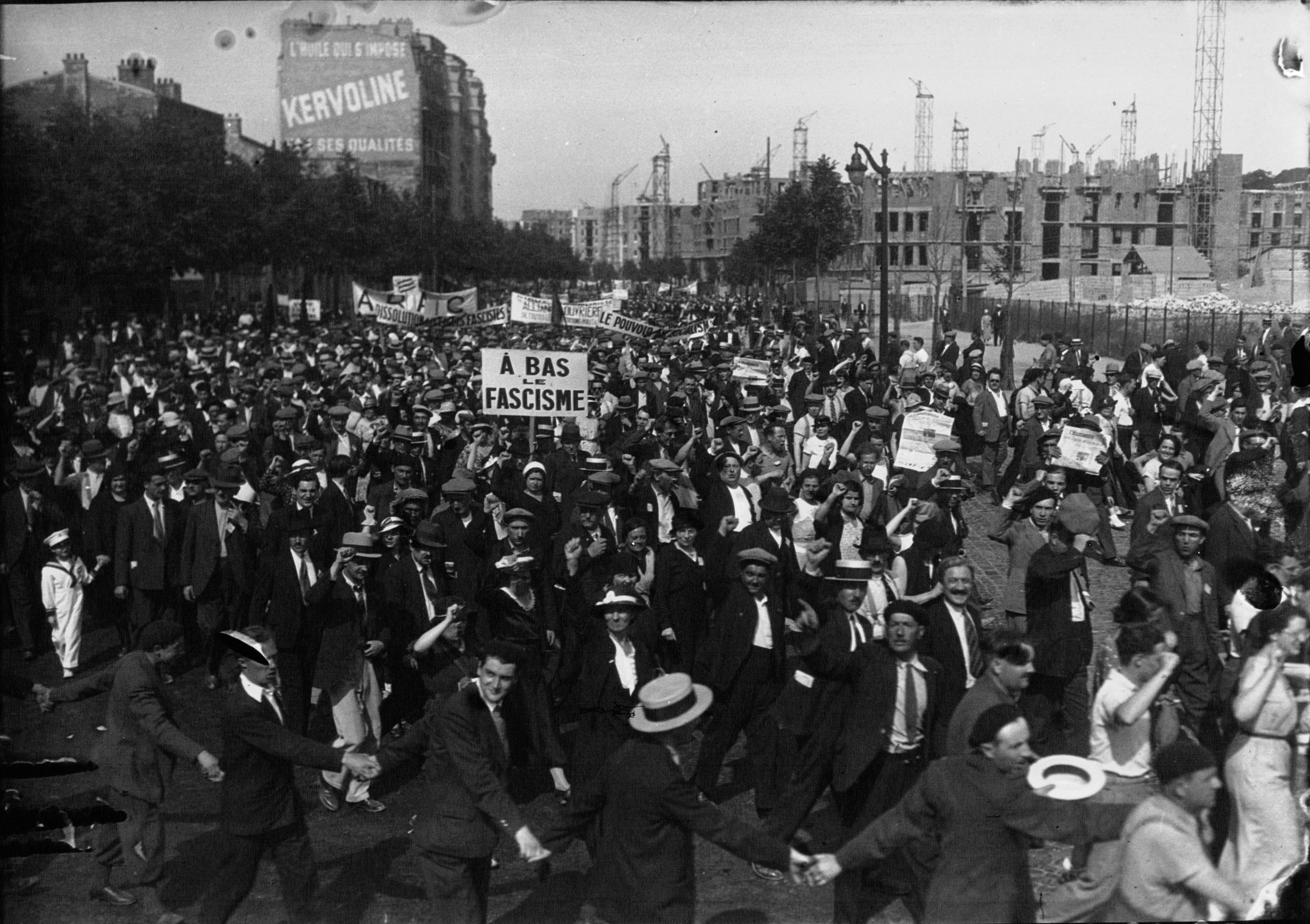
SFIO举行的反制1934年2月6日危机的游行示威。标语上写着“打倒法西斯”

SFIO支持这些激进主义内阁，但极度反对他们削减财政预算的方案；而另一边，各个中右翼的自由主义政党同意削减预算，却拒绝支持敌对的中左翼政府——于是，政府陷入瘫痪，各党派在议会内外的冲突愈演愈烈。最终，日趋紧张的形势在1934年2月6日危机中彻底爆发：各大极端主义准军事组织引发的骚乱迫使左翼联合政府倒台，激进党与其他中左翼政党选择加入由中右翼（保守自由主义的民主联盟）乃至极右翼（天主教保守主义的共和联盟）主导的政府——即所谓“国民联盟”。左翼从极右翼准军事组织对政府的支持感到了威胁，又担心该政府的修宪计划会让法国抛弃议会民主、陷入专制统治。
于是，“人民阵线”方案的思想前提已在三个方面同时出现：
- 诸多温和社会主义者及左翼激进主义者为1932年中左联盟的垮台深感沮丧，他们希望建立一个有更广泛社会基础的政治联盟，以此对抗挥之不去的大萧条。
- 左翼认为1934年2月6日危机代表着法国极右翼蓄意发动的、意在推翻共和国的政变企图，对此次骚乱的政治后果感到恐惧。
- 共产国际对法西斯主义和威权右翼的日渐增强感到警惕，因此在“第三时期理论”中放弃了反对社会民主主义和议会斗争的立场，转而支持更广泛的“人民阵线”路线——该路线要求各国共产党、社会民主主义乃至可信的民主共和派结盟，从而对抗来自极右翼的巨大威胁。

在这三大因素的影响下，反法西斯主义日渐成为共产主义者、社会主义者与激进主义者的核心议题。1934年6月24日，法国共产党总书记莫里斯·多列士一改过去的反SFIO立场，在党报《人道报》中首倡组织人民阵线；7月27日，SFIO与PCF签署了“反法西斯联合行动协议”，决定联合对抗法西斯主义和国民联盟政府。
1934年10月10日，多列士倡议组建“工人阶级与中产阶级的联盟”，呼吁激进党支持者加入左翼联盟。激进党最初拒绝了该提议，但来自党内左翼的压力、国民联盟同僚对激进党的排斥与1935年法国市政选举中激进党的糟糕表现让激进党于1935年6月改变态度，决定支持左翼联盟。
在三大政党之外，左翼联盟还得到了一些非党派组织的支持，主要包括：
- 总工会(CGT)，一个独立的工团主义工会联盟；
- 人权联盟（英语：Human Rights League (France)）(LDH)，一个在德雷福斯事件期间成立的民权监督组织；
- 反战反法西斯运动，一个共产党控制下的左翼反战组织；
- 反法西斯知识分子警戒委员会（英语：Comité de vigilance des intellectuels antifascistes）(CVIA)，一个1934年成立的，旨在抵抗极右翼分子、维护民主政权的社会运动团体。

一些共产主义、社会主义或激进主义小党也加入了人民阵线，这些小党基本都是过去几年间退出三大左翼政党的党内异见人士，例如：
- 社会主义共和联盟（英语：Socialist Republican Union）(USR)，一个由保罗·拉马迪埃、马塞尔·迪亚（英语：Marcel Déat）和约瑟夫·保罗-邦库尔领导的的，由 SFIO 的右翼与左翼激进主义者融合而成的社会民主主义-共和主义政党；
- 无产阶级团结党（英语：Proletarian Unity Party (France)）(PUP)，一个成立于1930年的、反对社会民主主义和第三国际的列宁主义政党，是第三半国际的成员；
- 阵线党(PF)，一个由加斯顿·贝杰里（法语：Gaston Bergery）与乔治·伊萨（法语：Georges Izard）于1933年创立的反法西斯主义的激进党分支；
- 激进党-卡米尔·佩莱坦派（法语：Parti radical-socialiste Camille Pelletan）(PRS-CP)，一个由加布里埃尔·库德内特（法语：Gabriel Cudenet）于1934年5月创立的反法西斯主义的激进党分支；
- 青年共和国（英语：Jeune République）(PJR)，一个由马克·桑尼（英语：Marc Sangnier）组建的小型天主教反战政党；

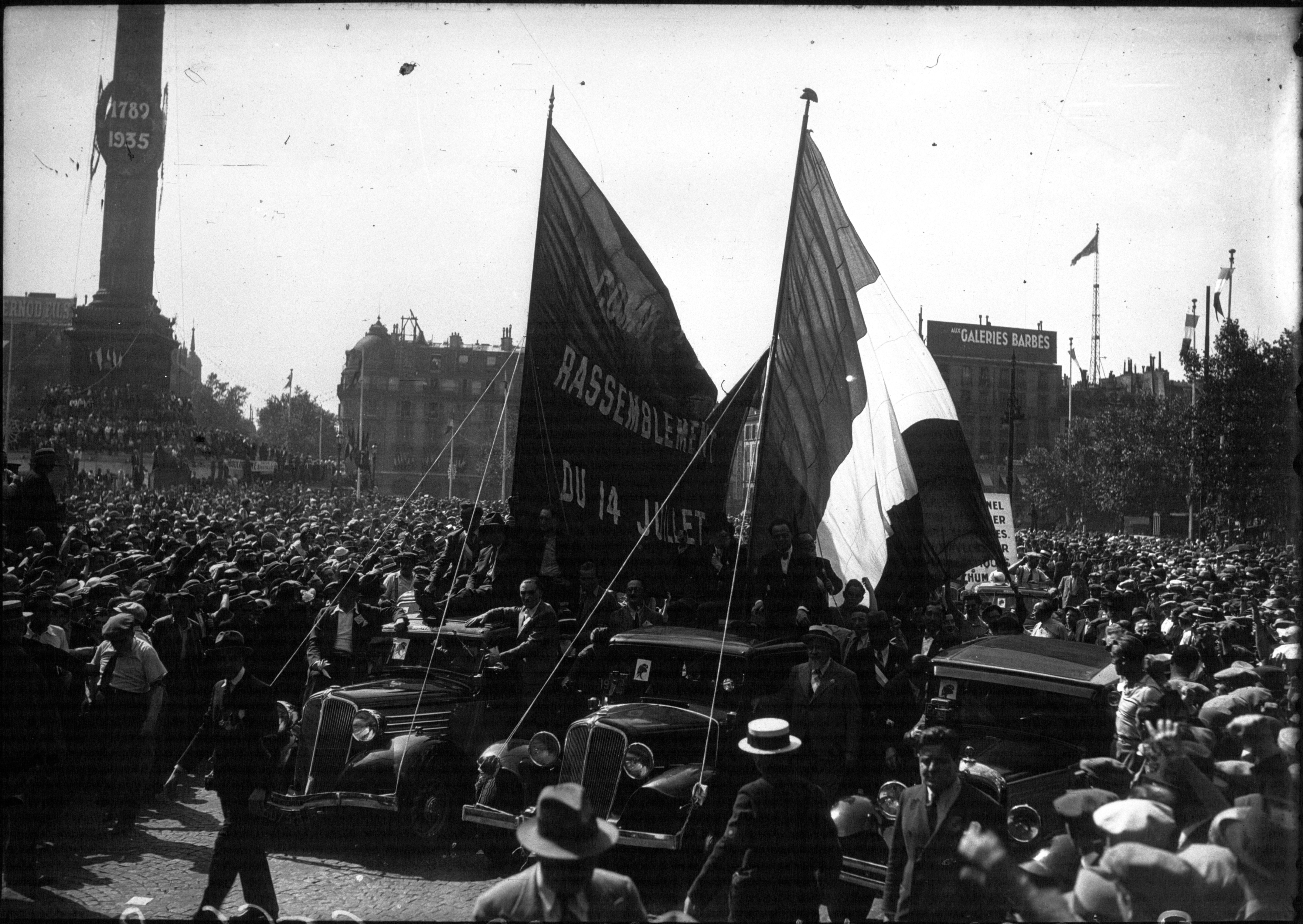
1935年7月14日的游行

1935年7月14日，这一系列组织在全国联合发动了近500000人参与的声势浩大的游行示威，并决定起草共同的行动纲领、联合应对1936年大选，这一事件标志着人民阵线的诞生。1936年1月6日，参加人民阵线的98个组织正式通过了人民阵线纲领。

## 1936年5月大选和布鲁姆政府的成立
在1936年5月3日的大选中，人民阵线赢得了608个席位中的386个。其中，共产党成为选举的最大赢家，从1932年议会中的10个席位迅速扩张到了1936年的72个席位；SFIO的席位数则在历史上首次超越激进党人，其领袖莱昂·布鲁姆成为首位信奉社会主义的法国总理及首位犹太裔法国总理。
首届人民阵线内阁由20名SFIO党员、13名激进党党员、2名USR党员构成。共产党选择在内阁之外支持联合政府，以免政府受右翼反共主义煽动的影响。内阁成员包括三位女性，这使女性首次进入法国内阁，而此时女性尚未取得投票权。
部分人民阵线政党的规模太小，无法在内阁中组织各自的党团。因此，他们与一些无党籍人士一同作为独立左翼进入议会。

## 执政

### 劳动法规

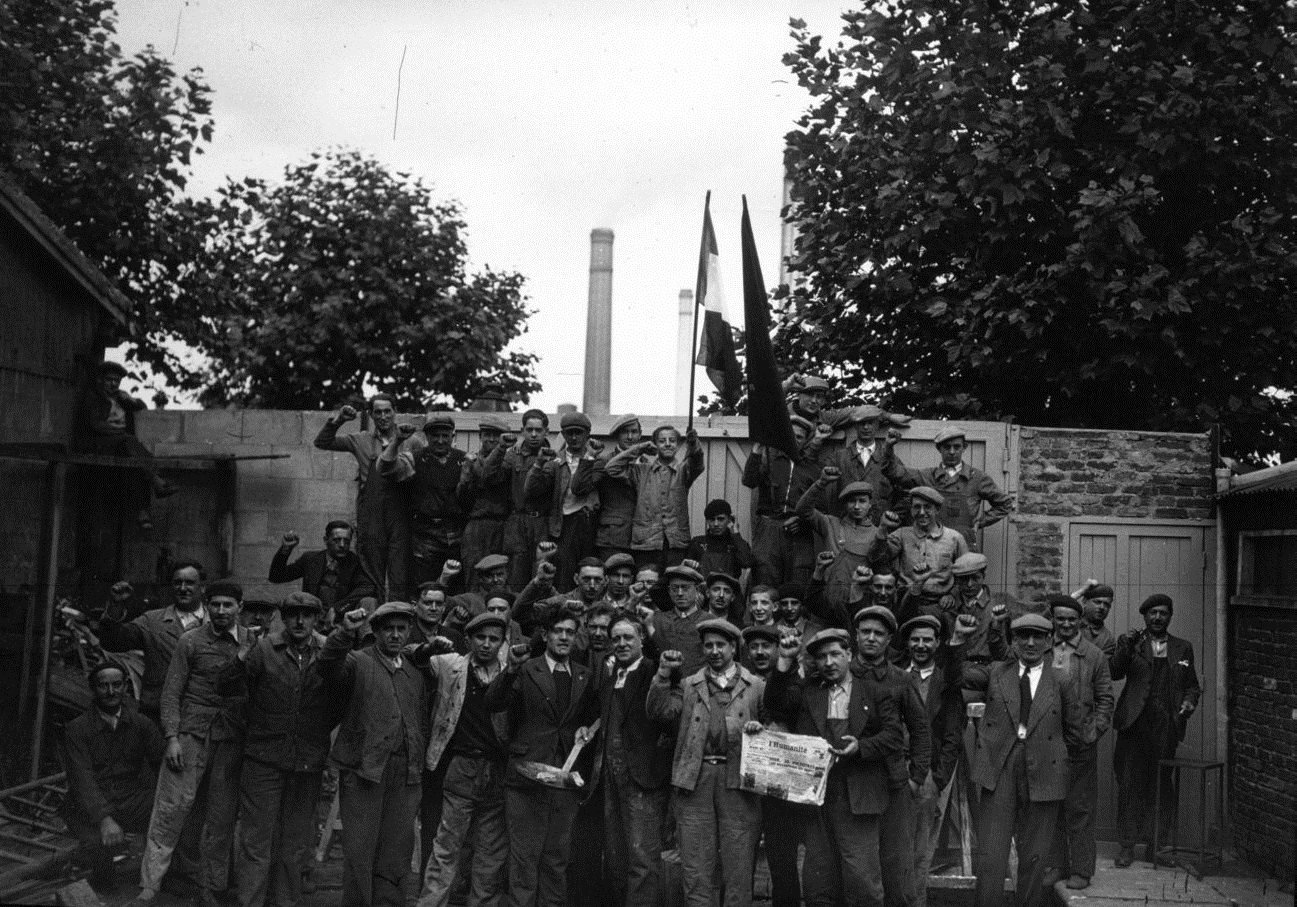
1936年罢工中巴黎郊区一家被占领的工厂

1936年5月，为庆祝人民阵线在选举中的胜利，全法近200万工人发动了总罢工，该举起初受到了SFIO和PCF的支持。6月4日，布鲁姆政府正式就职，随即展开了一系列立法、协商行动，从而改善工人权利并恢复生产秩序。
6月7日晚，为处理罢工问题，政府、雇主方的法国制造商总联合会(CGPF)与劳工方的总工会(CGT)召开会议，签署了马提尼翁协议。通过该协议，人民阵线政府得以引入一系列劳动法规 ，其内容包括：
- 确立罢工权；
- 提高全体工人工资；
- 消除对工会活动的阻碍，包括禁止报复罢工者、禁止雇主在未经批准的情况下解雇劳工；
- 确立集体谈判权；
- 规定工人有每年12天的带薪年假；
- 规定每周工时不得超过40小时，并禁止加班。

政府力求尽快进行改革。1936年6月11日，在新政府上任一周后，众议院以 528 票对 7 票的多数通过了规定每周工作 40 小时、支付公务员工资和两周带薪假期的法令。 

### 内政改革
由于1934年金融丑闻的影响，布鲁姆政府力推法兰西银行民主化，允许所有股东参与会议并设立了一个有更多政府代表的银行委员会。此外，政府对民政部门的构成做了一些调整，任命了巴黎警察局的新局长和法兰西银行的新行长。
上台后人民阵线实施了一揽子立法行动，在73天内通过了133项内政改革法令。到1936年8月末，议会已经通过了以下决定：
- 建立国家粮食局，政府通过该机构控制粮食销售、保护法国农民，从而稳定粮食价格、压制农业投机；
- 废除了1920年消费税法案，改为征收针对生产商的生产税；
- 将军工产业国有化，推动军备重整；
- 向中小企业提供贷款；
- 打击不法的哄抬物价行为；
- 提高了公务员和退役军人的工资、退休金和津贴并降低其税收；
- 确立了矿工退休制度，提高了矿工及其家属的养老金；
- 提升了工伤补助金，并扩大了各类补助的适用范围；
- 确立了失业救济制度；
- 将每日最高产假津贴从18法郎提高到22法郎；
- 制定了一项为期3年、预算高达200亿法郎的市政建设计划。

此后，人民阵线还制定了包括但不限于下方所述的政策：
- 1936年10月，批准了一项国际联盟公约，授予难民“旅行和身份证件，为他们提供保护，防止任意遣返和驱逐”；[7]
- 1937年1月，组织了一个房屋租金咨询委员会；
- 1937年1月，颁布了有关矿业利益分享的相关规定，规范了国有矿山和阿尔萨斯钾盐矿的运作，要求企业净收益的10%中“至少一半必须被让给员工，让员工分享矿业利润”； [8]
- 1937年3月，颁布了有关海上运输安全事项的相关规定；[9]

- 1937年6月，颁布了“已于1929年在日内瓦举行的国际劳工大会上通过的关于船只运输中沉重包裹的重量标记的规定”。[10]

然而，人民阵线的内政改革同时存在许多问题。尽管工人的工资在两年内迅速提高了48%，但通货膨胀率也随之上升了46%。法国的工业无法适应相对低效的40小时工作制，导致企业利润急剧下滑；小工厂和小商店因财政困难被迫解雇熟练劳工，但任何解雇措施都会受到工会的阻碍，直到1938年的激进党政府废除了相关改革。经济上的混乱干扰了军备重整，让法国军队日渐落后于快速重整的德国军队。这一系列隐患为之后人民阵线的瓦解埋下了伏笔。

### 西班牙内战
1936年7月，西班牙内战爆发，这严重的分裂了法国政府。政府试图保持中立，而左翼大力支持西班牙共和国政府，右翼则支持叛乱的西班牙国民军，其中甚至有人威胁“要将战争带到法国”。由于国内强大的和平主义情绪，加上害怕战争蔓延至法国，布鲁姆政府采取了“不干涉”政策——法国与包括英国在内的25个国家签署了联合协议，承诺不向西班牙派遣任何志愿军或输送任何弹药。 在对外政策上，法国政府“实际上因国内内战的威胁、国外的德国危险以及自身防御的薄弱而陷入瘫痪”。 
这一政策并没有被始终贯彻实行：空军部长违抗内阁，秘密向共和军出售战机；政府则对西法边境的民间武器交易保持了默许态度。随着共和军在西班牙战败，超过 500,000 名政治难民越境进入法国，他们之后在难民营中生活了多年。 

### 崩溃
1937年后，随着内外反对派力量增强、内部分歧逐渐加深，这一不稳定的同盟走向了痛苦的死亡。 
由于经济长期停滞，法国政府出现了严重的财政困难，而保守派控制下的参议院拒绝授予政府财政全权，法国财政在事实上陷入瘫痪。1937年2月，布鲁姆以此为理由宣布暂停执行人民阵线纲领、搁置改革进程，还宣布将贬值法郎。对联盟内部而言，改革进程停滞让PCF和SFIO的左翼分子极为失望；对一般工人而言，法郎快速贬值几乎完全抵消了过去大半年的工资增长，政府为此受到了工人团体的激烈批评；右翼团体则对法郎贬值大为光火，因此利用包括媒体和准军事组织在内的一切力量激烈反对人民阵线。
为了报复解散“火十字团”等法西斯组织的人民阵线当局，各类极右翼团体不断以各种方式扰乱人民阵线政府。类似法兰西行动报的极右翼媒体用反犹太主义言论诽谤布鲁姆和其他犹太裔内阁部长，损害了人民阵线的公众声誉；其中，内政部长罗歇·萨朗格罗被诬蔑为一战逃兵，不堪诽谤而被逼自杀。诸如革命秘密军事行动委员会的极右翼组织甚至通过安置炸弹来干扰政府运行。 

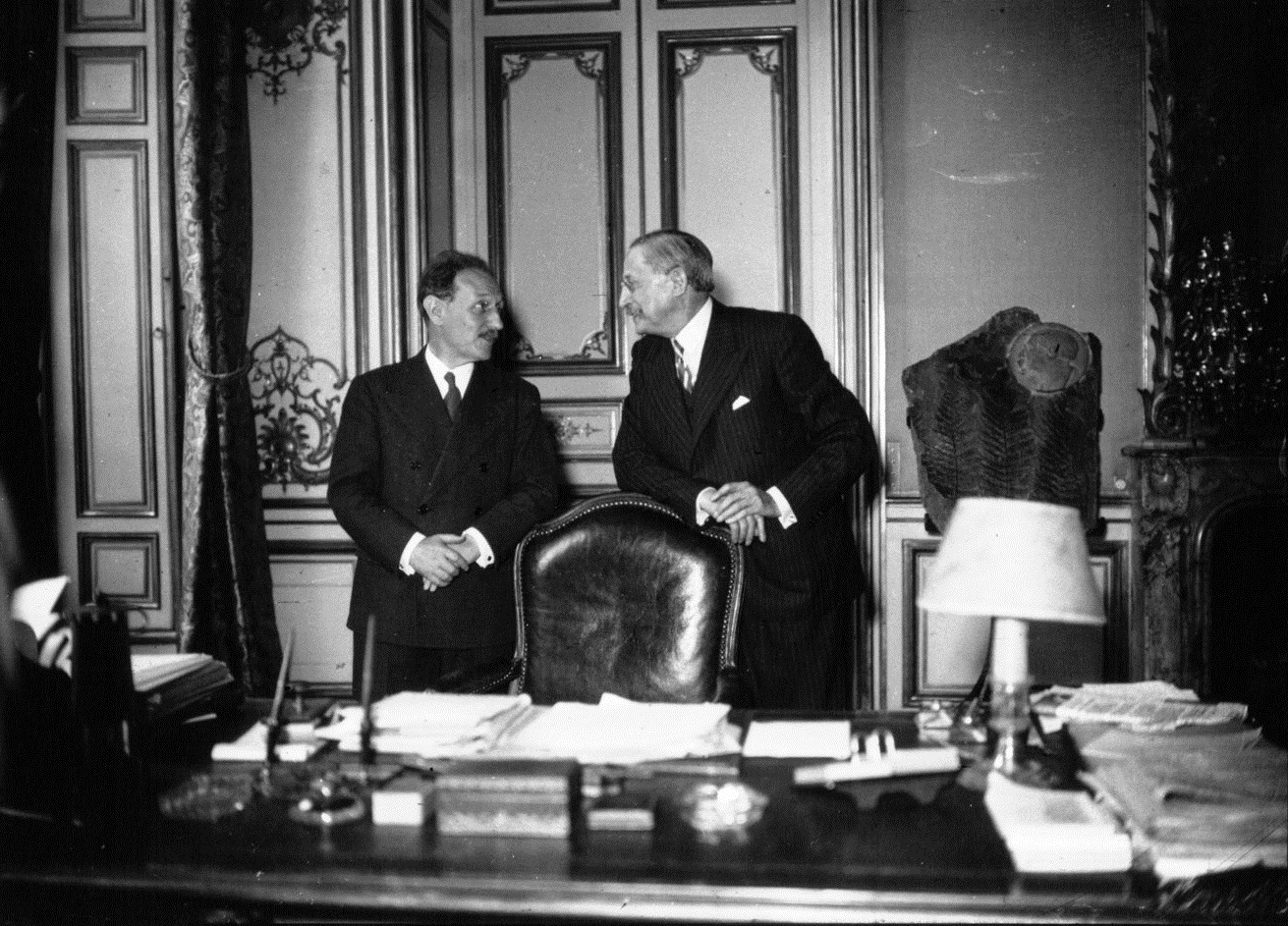
1937年，布鲁姆与肖当进行权力交接

在内外压力下，1937年6月21日，第一届布鲁姆内阁提出辞职。29日，其继任者——激进党的卡米耶·肖当——组建了由激进党、工人国际法国支部、社会主义共和联盟与青年共和国党组成的内阁。人民阵线中的第一届肖当政府致力于缓步恢复人民阵线的改革措施，包括创立法国国家铁路、扩大女性权利等。然而，1938年1月，由于人民阵线的内部纠纷，肖当将所有SFIO党员开除出内阁，组建了由激进党主导的人民阵线中的第二届肖当政府。3月13日，在德奥合并一天后，肖当主动提交了辞职申请，标志着其内阁的倒台。同日，布鲁姆再次上台组阁，但参议院仍然拒绝授予政府财政全权，导致第二次布鲁姆内阁于26天后再次倒台。
1938年4月12日，激进党的爱德华·达拉第上台，撇开SFIO和PCF组织了以激进党为主的中间派政府，并开始逐步撤销SFIO实行的各项社会改革，人民阵线自此名存实亡。在苏台德危机中，激进党政府在SFIO和PCF反对的情况下支持签署慕尼黑协定，导致共产党与人民阵线彻底决裂。10月末，激进党宣布退出人民阵线、转向孤立、镇压共产党罢工，并在次年禁止共产党活动，人民阵线彻底瓦解。 

## 文化政策
人民阵线政府大力支持前卫艺术的发展，于1937年5月举办了现代艺术与技术博览会，并公开赞助现代艺术期刊。在文化上，人民阵线支持反资本主义的文化理论，其教育部长让·扎伊还曾试图废除知识财产制、将版权变为不可买卖或剥夺的权利。
在教育方面，人民阵线政府扩大了基础教育的范围：将义务教育年龄提高到14岁，并提供了更多的高中升学通道；公立中学教育完全免费，从而增加了工农子女接受中级教育的机会，让从前付不起学费的贫苦儿童得以走进学校。 1937年起，一些中学开设了“方向指导班”，以帮助学生更好地选择他们在未来所学的课程。
在职业技术教育领域，1937年3月的“沃尔特-波林法”为学徒教师设定了行业标准，并成立了一个检查员队伍。而1937年6月的一项法令决定“创建车间学校…这将唤醒学生的好奇心、增强他们的技能…让他们了解当地的历史和地理。”

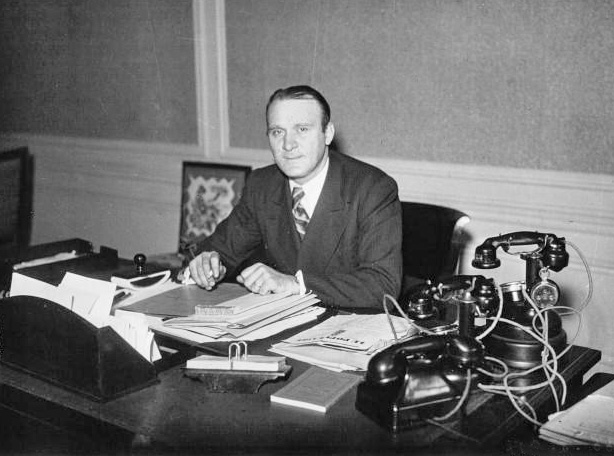
1936年，利奥·拉格朗日

带薪年假制度的实施、工人生活水平的提高让法国迎来了体育和休闲活动产业的兴盛期。假期的增加促进了旅游观光业的发展，海滩度假也从精英阶层走向法国大众。休闲与体育部副部长利奥·拉格朗日大力推广大众体育运动，主持修建了大量游泳池和公共体育场，意图在借此与法西斯主义所提倡的体育理念相抗衡的同时“让广大法国青年在运动、快乐和健康的实践中找到乐趣…使工人能够找到放松和对辛勤劳动的回报”。

## 殖民政策
1936 年，人民阵线政府发起了布朗姆-维奥莱特提案，该提案旨在授予部分满足条件的阿尔及利亚穆斯林法国公民身份。然而，一方面，“黑脚”和保守派对人民阵线的殖民政策极为不满，严厉抵制任何试图改变殖民地现状的举措；另一方面，这一折中方案没能达到“北非之星”等阿尔及利亚独立派的要求。最终，这一方案被放弃，并事实上从未被提交众议院审议。1937年，“北非之星”被强行解散，标志着第三共和国调整殖民政策尝试的终结。

## 延伸阅读
- Andrew, Dudley and Steven Ungar. Popular Front Paris and the Poetics of Culture (Harvard UP, 2005).
- Auboin, Roger. "The Blum Experiment," International Affairs (1937) 16#4 pp. 499–517 in JSTOR （页面存档备份，存于）
- Birnbaum, Pierre. . Yale UP. 2015: 74  [2022-03-10]. ISBN 9780300213737. （原始内容存档于2022-05-18）., new scholarly biography online review （页面存档备份，存于）
- Brower, Daniel. The New Jacobins: The French Communist Party and the Popular Front (1968)
- Bulaitis, John. Communism in Rural France: French Agricultural Workers and the Popular Front (London, IB Tauris, 2008).
- Codding Jr., George A., and William Safranby. Ideology and Politics: The Socialist Party of France (1979)
- Colton, Joel. "Léon Blum and the French Socialists as a government party." Journal of Politics 15#4 (1953): 517–543. in JSTOR （页面存档备份，存于）
- Colton, Joel. Leon Blum: Humanist in Politics (1987), scholarly biography excerpt and text search （页面存档备份，存于）
- Colton, Joel. "Politics and Economics in the 1930s: The Balance Sheets of the 'Blum New Deal'." in From the Ancien Regime to the Popular Front, edited by Charles K. Warner (1969), pp 181–208.
- Dalby, Louise Elliott. Leon Blum: Evolution of a Socialist (1963) online （页面存档备份，存于）
- Fenby, Jonathan. "The Republic of Broken Dreams" History Toda (Nov 2016) 66#11 pp 27–31; Popular history.
- Fitch, Mattie Amanda. "The People, the Workers, and the Nation: Contested Cultural Politics in the French Popular Front" (PhD dissertation, Yale University, 2015).
- Greene, Nathanael. The French Socialist Party in the Popular Front Era (1969)
- Gruber, Helmut. Leon Blum, French Socialism, and the Popular Front: A Case of Internal Contradictions (1986).
- Halperin, S. William. "Léon Blum and contemporary French socialism." Journal of Modern History (1946): 241–250. in JSTOR （页面存档备份，存于）
- Jackson, Julian T., Popular Front in France: Defending Democracy 1934–1938 (Cambridge University Press, 1988)
- Jordan, Nicole. "Léon Blum and Czechoslovakia, 1936–1938." French History 5#1 (1991): 48–73. doi: 10.1093/fh/5.1.48
- Jordan, Nicole. The Popular Front and Central Europe: The Dilemmas of French Impotence 1918-1940 (Cambridge University Press, 2002)
- Lacouture, Jean. Leon Blum (English edition 1982) online （页面存档备份，存于）
- Larmour, Peter. The French Radical Party in the 1930s (1964)
- Marcus, John T. French Socialism in the Crisis Years, 1933–1936: Fascism and the French Left (1958) online （页面存档备份，存于）
- Mitzman, Arthur. "The French Working Class and the Blum Government (1936–37)." International Review of Social History 9#3 (1964) pp: 363–390.
- Nord, Philip. France's New Deal: From the Thirties to the Postwar Era (Princeton UP, 2012).
- Torigian, Michael. "The End of the Popular Front: The Paris Metal Strike of Spring 1938," French History (1999) 13#4 pp 464–491.
- Wall, Irwin M. "Teaching the Popular Front," History Teacher, May 1987, Vol. 20 Issue 3, pp 361–378 in JSTOR （页面存档备份，存于）
- Wall, Irwin M. "The Resignation of the First Popular Front Government of Leon Blum, June 1937." French Historical Studies (1970): 538–554. in JSTOR （页面存档备份，存于）
- Wardhaugh, Jessica. "Fighting for the Unknown Soldier: The Contested Territory of the French Nation in 1934–1938," Modern and Contemporary France (2007) 15#2 pp 185–201.
- Wardhaugh, Jessica. In Pursuit of the People: Political Culture in France, 1934-9 (Springer, 2008).
- Weber, Eugen. The Hollow Years: France in the 1930s (1996) esp pp 147–81